# Punt de foc
El punt de foc o punt d'ignició d'un combustible és la temperatura a la qual continuarà cremant com a mínim durant cinc segons després de la ignició per una flama oberta. Al punt d'inflamabilitat, una temperatura més baixa, una substància estarà en ignició breument, però es pot no produir vapor a una taxa que sostingui el foc. La majoria de taules de propietats de materials només indiquen elspunts d'inflamabilitat, però en general els punts de foc es pot assumir que siguin uns 10 °C més alts que els punts d'inflamabilitat. Tanmateix això no pot substituir les proves tècniques.